# Paweł Mikorski
Paweł Mikorski herbu Ostoja – podstarości i sędzia grodzki łęczycki, sędzia łęczycki w latach 1783–1793, podsędek łęczycki w latach 1779–1783, stolnik gostyniński, podczaszy gostyniński, cześnik gostyniński.
Poseł na sejm 1778 roku z województwa łęczyckiego.